# Giovanni Serafini
Giovanni Serafini (né le 15 octobre 1786 à Magliano Sabina, dans le Latium, et mort le 1er février 1855 à Rome) est un cardinal italien du XIXe siècle. Il est l'oncle du cardinal Luigi Serafini.

## Biographie
Le pape Grégoire XVI le crée cardinal lors du consistoire du 27 janvier 1843. Le cardinal Serafini est préfet de la Congrégation des eaux et des chemins. Il participe au conclave de 1846, lors duquel Pie IX est élu pape.

## Source
- Fiche du cardinal sur le site de la FIU